# Lijst van rijksmonumenten in Druten (gemeente)
De gemeente Druten telt 46 inschrijvingen in het rijksmonumentenregister. Hieronder een overzicht.

## Afferden
De plaats Afferden telt 13 inschrijvingen in het rijksmonumentenregister. Zie Lijst van rijksmonumenten in Afferden (Gelderland) voor een overzicht.

## Deest
De plaats Deest telt 6 inschrijvingen in het rijksmonumentenregister.
| Object                                                                                                  | Oorspronkelijke functie? | Bouwjaar  | Architect | Locatie              | Coördinaten?                  | Nr.?   | Afbeelding          |
| --- | ------------------------ | --------- | --------- | -------------------- | ----------------------------- | ------ | ------------------- |
| R.K. Kerk vanwege de zich in de toren bevindende klokkenstoel met klok van P. van Trier en J. Philipsen | Kerk en kerkonderdeel    | 1640      |           | Grotestraat 15       | 51° 53' 26" NB, 5° 39' 56" OL | 14157  | Meer afbeeldingen   |
| De Oude Dries                                                                                           | Boerderij                | 1837      |           | Kweldam 38           | 51° 53' 11" NB, 5° 39' 14" OL | 14158  | Meer afbeeldingen   |
| Uiversnest: T-boerderij met hek                                                                         | Boerderij                | 1850      |           | Van Heemstraweg 2a   | 51° 52' 50" NB, 5° 40' 25" OL | 523800 | Meer afbeeldingen   |
| Uiversnest: bakhuis                                                                                     | Boerderij                | 1850      |           | Van Heemstraweg 2a   | 51° 52' 50" NB, 5° 40' 25" OL | 523801 | Uiversnest: bakhuis |
| Uiversnest: schuur                                                                                      | Boerderij                | 1875-1900 |           | Van Heemstraweg 2a   | 51° 52' 50" NB, 5° 40' 25" OL | 523802 | Uiversnest: schuur  |
| Steenoven "Vogelensangh"                                                                                | Industrie                | 1919      |           | Munnikhofsestraat 33 | 51° 53' 21" NB, 5° 40' 31" OL | 523809 | Meer afbeeldingen   |

## Druten
De plaats Druten telt 15 inschrijvingen in het rijksmonumentenregister. Zie Lijst van rijksmonumenten in Druten (plaats) voor een overzicht.

## Horssen
De plaats Horssen telt 10 inschrijvingen in het rijksmonumentenregister. Zie Lijst van rijksmonumenten in Horssen voor een overzicht.

## Puiflijk
De plaats Puiflijk telt 2 inschrijvingen in het rijksmonumentenregister.
| Object                                                                         | Oorspronkelijke functie? | Bouwjaar                 | Architect         | Locatie       | Coördinaten?                  | Nr.?   | Afbeelding        |
| ------------------------------------------------------------------------------ | ------------------------ | ------------------------ | ----------------- | ------------- | ----------------------------- | ------ | ----------------- |
| Kerktoren van de Nederlands Hervormde Kerk. De kerk zelf werd in 1816 gesloopt | Kerk en kerkonderdeel    | 15e eeuw                 |                   | Koningsweg 9  | 51° 52' 40" NB, 5° 35' 27" OL | 14159  | Meer afbeeldingen |
| Orgel in de Johan de Doper                                                     | Kerk en kerkonderdeel    | 1870 (kerk) 1892 (orgel) | Carl Weber (kerk) | Kerkstraat 24 | 51° 52' 46" NB, 5° 35' 22" OL | 458912 | Meer afbeeldingen |

Aalten ·
Apeldoorn ·
Arnhem ·
Barneveld ·
Berg en Dal ·
Berkelland ·
Beuningen ·
Bronckhorst ·
Brummen ·
Buren ·
Culemborg ·
Doesburg ·
Doetinchem ·
Druten ·
Duiven ·
Ede ·
Elburg ·
Epe ·
Ermelo ·
Harderwijk ·
Hattem ·
Heerde ·
Heumen ·
Lingewaard ·
Lochem ·
Maasdriel ·
Montferland ·
Neder-Betuwe ·
Nijkerk ·
Nijmegen ·
Nunspeet ·
Oldebroek ·
Oost Gelre ·
Oude IJsselstreek ·
Overbetuwe ·
Putten ·
Renkum ·
Rheden ·
Rozendaal ·
Scherpenzeel ·
Tiel ·
Voorst ·
Wageningen ·
West Betuwe ·
West Maas en Waal ·
Westervoort ·
Wijchen ·
Winterswijk ·
Zaltbommel ·
Zevenaar ·
Zutphen